# فابيو ألفاريس
فابيو إنريكي ألفاريس (بالإسبانية: Fabio Enrique Álvarez)‏ (ولد بتاريخ 23 يناير 1993 بقربطة، الأرجنتين) وهو لاعب كرة قدم أرجنتيني يلعب كمهاجم لنادي أتليتيكو توكومان في دوري الدرجة الأولى الأرجنتيني.

## وصلات خارجية
- فابيو ألفاريس على موقع الدوري الأمريكي (الإنجليزية)
- فابيو ألفاريس على موقع قاعدة بيانات كرة القدم.إي يو (الإنجليزية)
- فابيو ألفاريس على موقع Soccerway.com (الإنجليزية)

- فابيو ألفاريس على موقع ساكروي